# Araneus caudifer
Araneus caudifer är en spindelart som beskrevs av Kulczynski 1911. Araneus caudifer ingår i släktet Araneus och familjen hjulspindlar. Inga underarter finns listade i Catalogue of Life.